# Al Giedi

Al Giedi (α Cap / α Capricorni) es una estrella doble óptica situada en la constelación de Capricornus. Su nombre proviene del árabe الجديّ al-jady y significa "la cabra" o en otra acepción, "el chico".
La componente principal denominada  α1  Capricorni es conocida como Prima Giedi y es en realidad una estrella binaria formada por una supergigante amarilla y una estrella de octava magnitud s 0,65 segundos de arco de distancia.
La componente secundaria α2  Capricorni o Secunda Giedi se encuentra a 0,11 grados de  α1  Capricorni, por lo que es separable a simple vista, y es una gigante amarilla.
- Datos: Q2646579